# Panionios B.C.
Panionios Nea Smyrni BC (Grčki: Πανιώνιος Γυμναστικός Σύλλογος Σμύρνης, odnosno Panionios Gymnastikos Syllogos Smyrnis) je grčki košarkaški klub iz Ellinikona, predgrađa Atene. Zbog sponzorskih razloga klub danas nosi ime "Panionios On Telecoms", dok je prije nosio ime "Panionios Forthnet". 

## Povijest
Košarkaški klub osnovan je 1919. godine u Izmiru, u tadašnjem Osmanskom Carstvu kao dio sportskog društva Panionios. Nakon poraza grčkih vojnih snaga u Grčko-turskom ratu 1922., klub je premješten u predgrađe Atene. U grčko prvenstvo stupaju 1928. godine i osvajaju drugo mjesto u prvenstvu. Sljedeće sezone osvojili su treće mjesto u prvenstvu. Od 1982. klub je član gornjeg doma grčke košarkaške lige. 1991. Panionios je pobjedom u finalu grčkog kupa 73-70 protiv PAOK-a stigao do svog prvog, i zasad jedinog trofeja u svojoj povijesti. Panionios je uz to još dvaput igrao u finalu grčkog kupa. 1987. klub je stigao do završnice grčkog prvenstva, ali u finalu je poražen od solunskog Arisa. U sezoni 1995./96. klub je pod vodstvom Dušana Ivkovića zauzeo 3. mjesto u grčkom prvenstvu i kvalificirao se u Euroligu. Sljedeće sezone u Euroligi klub je vodio grčki trener Efthimis Kioumourtzoglou. U sezoni 2007./08. klub je osvojio 3. mjesto i ponovno se kvalificirao za Euroligu. To im je bio prvi nastup u Euroligi nakon više od 10 godina izbivanja.

## Trofeji
- Grčki kup: 1991.

## Poznate ličnosti

### Poznati igrači
| - Theodoros Papaloukas - Panagiotis Giannakis - Theofanis Christodoulou - Christos Christodoulou - Takis Koroneos - Giorgos Gasparis - Giorgos Bosganas - Giorgos Karagoutis - Panayiotis Kafkis - Nikos Hatzis - Stratos Perperoglou - Vassilis Kikilias - Aggelos Koronios - Christos Tapoutos - Nikos Ekonomou - Fedon Mattheou - Nikos Linardos - Giorgos Sigalas - Giannis Sioutis - Giorgos Kalaitzis - Tzanis Stavrakopoulos - Vaggelis Aggelou - Ioannis Giannoulis - Georgios Diamantopoulos - Savas Iliadis | - Dimitris Marmarinos - Prodromos Dreliozis - Makis Dendrinos - Dimitris Mavroeidis - Dimos Dikoudis - Dušan Šakota - Alexi Giannoulias - Thurl Bailey - P.J. Brown - John Hudson - Kennedy Winston - Byron Dinkins - Ed Stokes - William Avery - Toby Bailey - Henry Turner - Andre Hutson - Rashad Wright - Gerry McNamara - Chris Owens - Randolph Keys - Chris Jent - Donnell Harvey - John Wallace - Antonio Harvey | - Jeff McInnis - Travis Watson - Mark Landsberger - Mateen Cleaves - Ruben Douglas - Mitchell Wiggins - Lonny Baxter - Amal McCaskill - Rod Sellers - Paul Shirley - Travis Mays - Žarko Paspalj - Boban Janković - Dragan Lukovski - Stephen Arigbabu - Ender Arslan - Miroslav Pecarski - Jure Zdovc - Brad Newley - Antanas Kavaliauskas - Nenad Marković - Joao Santos - Laurent Sciarra - Goran Nikolić |

### Poznati treneri
- Panagiotis Giannakis
- Nikos Linardos
- Makis Dendrinos
- Efthimis Kioumourtzoglou
- Dušan Ivković
- Vlade Đurović
- Nenad Marković

## Vanjske poveznice
- Stranica kluba na Euroleague.net
- Stranica kluba na ULEB Cup.com
- Službena stranica sportskog društva Panionios  Arhivirana inačica izvorne stranice od 1. travnja 2009. (Wayback Machine)